# Eddie Butts
Eddie Butts ist ein US-amerikanischer Perkussionist und Bandleader.
Butts begann im Alter von sechs Jahren zu singen und Schlagzeug zu spielen. Seine professionelle musikalische Laufbahn begann er dreizehnjährig. Er spielte in verschiedenen Bands in Florida und gründete 1966 seine erste eigene Band, The New Breed. Daneben trat er mit Duane Allman von den Allman Brothers und Robert Popwell von den Jazz Crusaders auf.
Seine Eddie Butts Band trat als Vorband u. a. mit Chaka Khan, Peabo Bryson, Phyllis Hyman, Buddy Hackett, Jackie Mason, Spyro Gyra, Santana, Tom Jones, dem Brian Setzer Orchestra, Tower of Power und Jeff Lorber auf. Regelmäßig nahm er am Summerfest in Milwaukee, dem weltgrößten Musikfestival teil. Weiterhin trat er bei vielen Fundraising-Veranstaltung u. a. zu Gunsten des Milwaukee Cancer Ball, der Wisconsin Olympic Ice Rink Foundation, der Diabetes Association, des Milwaukee Museum, des Milwaukee Ballet und der Milwaukee Symphony und bei kommerziellen Promotion-Veranstaltungen auf.
Er gewann mehrere Wisconsin Area Music Awards, darunter als bester Rhythm-’n’-Blues-Musiker, bester Popmusiker, bester Bluesmusiker und bester Perkussionist. Sein Album Let’s Go Back erschien 1995.